# العلاقات الإيطالية الفرنسية
تشير العلاقات الإيطالية الفرنسية إلى العلاقات الدولية بين الجمهوريتين الفرنسية والإيطالية، والتي تتجسد على أصعدة عدّة، كالدبلوماسي والسياسي والعسكري والاقتصادي والثقافي بين فرنسا وإيطاليا التي أصبحت رسميًا الجمهورية الإيطالية (منذ عام 1946)، ومن قبلها كل من مملكة سردينيا (بييمونتي) (1814-1861)، ومملكة إيطاليا (1861–1946). لعبت فرنسا دورًا محوريًا في توحيد إيطاليا، من خلال هزيمة الإمبراطورية النمساوية خاصّةً، فضلًا عن الدعم الاقتصادي الذي قدمته. تنافس البلدان بهدف بسط سيطرتهما على تونس وشمال أفريقيا في أواخر القرن التاسع عشر. فازت فرنسا، ما أسفر عن انضمام إيطاليا إلى الحلف الثلاثي عام 1882 مع ألمانيا والإمبراطورية النمساوية المجرية. زادت حدة التوترات في ثمانينيات القرن التاسع عشر والتي تجلت بدورها في الحرب التجارية. احتاجت فرنسا إلى حلفاء في معركتها ضد ألمانيا، ما دفعها إلى التفاوض سرًا على سلسلة من الترتيبات والمعاهدات مع إيطاليا التي تأكَّد بحلول عام 1902 عدم دعمها الألمان في الحرب. حافظت إيطاليا في البداية على حيادها مع اندلاع الحرب العالمية الأولى عام 1914، لكنها دخلت في مفاوضات بهدف التوسع الإقليمي. أفضل العروض كان ذلك الذي قدمته بريطانيا وفرنسا، إذ وعدتا إيطاليا بالحصول على مساحات واسعة من النمسا والإمبراطورية العثمانية. كان البلدان من بين الحلفاء «الأربعة الكبار». على أي حال، ساهم الاستياء الإيطالي إزاء الفارق بين وعود عام 1915 والنتائج الفعلية لمعاهدة فرساي عام 1919 في بروز بينيتو موسوليني عام 1922 بصورة كبيرة. حاولت فرنسا بين الحربين العالميتين إقامة علاقات ودية مع موسوليني خوفًا من دعمه ألمانيا النازية بقيادة هتلر. فشلت المحاولات الفرنسية، وتزامنت هزيمة فرنسا على يد الألمان عام 1940 مع إعلان إيطاليا الحرب أيضًا، ومُنحَت السيطرة على منطقة محتلة بالقرب من الحدود المشتركة، وأُضيفت كورسيكا في عام 1942 إلى تلك المناطق الخاضعة للسيطرة الإيطالية. كانت فرنسا وإيطاليا من بين الدول الست التي أسّست السوق الأوروبية المشتركة، سلف الاتحاد الأوروبي، وتُعتبران أيضًا من الأعضاء المؤسسين لمجموعتي السبع والثماني وحلف شمال الأطلسي. دخلت روما وباريس منذ 9 أبريل 1956 في عملية توأمة بصورة حصرية ومتبادلة، انسجامًا مع المثل الشعبي الذي يقول:
باللغة الفرنسية: Seule Paris est digne de Rome; seule Rome est digne de Paris.
باللغة الإيطالية: Solo Parigi è degna di Roma; solo Roma è degna di Parigi.
تعني كلتا العبارتين: «باريس وحدها تستحق روما؛ روما وحدها تستحق باريس».

## نبذة تاريخية

### الحدود
يشترك البلدان في حدود تمتد مسافة 488 كيلومترًا (303 أميال). رُسمت الحدود إلى حد كبير في معاهدة تورينو عام 1860 مع إدخال تعديلات طفيفة في معاهدة باريس عام 1947. تشاركت مملكة فرنسا حدوديًا مع دوقية سافوي منذ ضمّ بروفنس إلى فرنسا تحت حكم شارل الثامن عام 1486. انضوى الجزء الأكبر من المنطقة الحدودية الفرنسية الإيطالية تحت راية مملكة آرل خلال القرنين الحادي عشر إلى الرابع عشر.
شهدت الحدود بين فرنسا وسافوي تقلبات مستمرة منذ الحروب الإيطالية. بينما ساعدت معاهدة تورين عام 1696 على تثبيت رسم هذه الحدود في الحقبة الحديثة المبكرة. حقق آل سافوي مكاسب إقليمية كبيرة بعد حرب الخلافة الإسبانية، ليصبحوا نواةً في القرن الثامن عشر لتوحيد إيطاليا في القرن التالي. جرى احتلال سافوي من قبل فرنسا الثورية بين عامي 1792 و1815. ضُمّت سافوي مع بييمونتي ونيس إلى مملكة سردينيا في مؤتمر فيينا عام 1815، بينما ضمّت فرنسا كلًا من نيس وسافوا بموجب شروط معاهدة تورينو عام 1860، ومُنحت لومبارديا إلى إيطاليا. أصبح آخر دوق لسافوي، فيتوريو إمانويلي الثاني، ملكًا على إيطاليا.
لا تتطابق الحدود الجغرافية بين البلدين مع الحدود اللغوية، إذ تعد كورسيكا الناطقة باللغة الإيطالية تقليديًا جزءًا من فرنسا، في حين يُعتبر وادي أوستا جزءًا من إيطاليا على الرغم من تحدّث سكانه باللغة الفرنسية بصورة تقليدية.
يستمر النزاع الإقليمي على ملكية قمة مون بلان، أعلى جبال أوروبا الغربية.

### تأثير الإمبراطور نابليون الأول
حكم الإمبراطور نابليون الأول معظم إيطاليا (باستثناء صقلية وسردينيا) بين عامي 1796 و1814. طبّق الإمبراطور عددًا من الإصلاحات الرئيسية التي غيرت بشكل دائم الأنظمة السياسية والقانونية للعديد من البلدان الصغيرة في شبه الجزيرة الإيطالية، وساعد على إيقاد شعلة القومية الإيطالية والمطالبة بالتوحيد. أُلغيت القوانين الإقطاعية، وأصبحت الإدارة في يد أهل الخبرة بدلًا من الفاسدين وأتباع المحسوبيات. لم تعد الحكومة حكرًا على الطبقة الأرستقراطية، وباتت منفتحةً على الطبقات المتوسطة والمهنيين. بيعَت معظم أراضي الكنيسة، التي كان امتلاكها في واقع الأمر أنظمةً لصنع الثروة. عاد التيار المحافظ مع مؤتمر فيينا 1814، لكنه فشل في القضاء على الروح الجديدة التي طرحها نابليون. شُكّلت العديد من الجمعيات السرية لتحويل إيطاليا وتوحيدها؛ جاءت مقاومة الإكليروسية كعنصر جديد هام، متحديةً حكم الشعب على وسط إيطاليا، والكنيسة الكاثوليكية التي لعبت دورًا رئيسيًا في جميع أنحاء شبه الجزيرة. أدّت الأفكار التحررية إلى توحيد إيطاليا (بالإيطالية: Risorgimento) الذي حمل في طياته آثار التوحيد والتحديث والإصلاح الأخلاقي.

### منذ عام 2018
تدهورت العلاقات القوية تاريخيًا بين فرنسا وإيطاليا بشكل كبير بعد تشكيل ائتلاف حكومي في إيطاليا يضم حركة النجوم الخمسة ورابطة الشمال في يونيو 2018. وشملت القضايا الخلافية بين البلدين الهجرة، وقيود الميزانية، والحرب الأهلية الليبية الثانية، والفرنك الأفريقي، والدعم الإيطالي لحركات المعارضة في فرنسا.
في يونيو 2018، اتهم الرئيس الفرنسي إيمانويل ماكرون إيطاليا «بالسخرية وعدم المسؤولية» بسبب إبعاد سفينة إنقاذ المهاجرين أكواريوس ديغنيتس. استدعت الحكومة الإيطالية السفير الفرنسي ردًا على الاتهامات الفرنسية، ووصف رئيس الوزراء الإيطالي جوزيبي كونتي تصريحات ماكرون بأنها «منافقة».
في سبتمبر 2018، دان نائب رئيس الوزراء الإيطالي ماتيو سالفيني سياسة فرنسا الخارجية في ليبيا، والتي تضمنت المطالبة الفرنسية بالتدخل العسكري في ليبيا عام 2011 والإجراءات الفرنسية خلال الحرب الأهلية الليبية الثانية، متهمًا فرنسا «بتعريض أمن شمال إفريقيا للخطر، وبالتالي أمن أوروبا ككل» خدمةً «للدوافع الاقتصادية والمصالح الوطنية الأنانية».
في 9 أكتوبر 2018، اتّهم رئيس الوزراء الفرنسي إدوار فيليب نظيره الإيطالي «بالرياء السياسي» بشأن الهجرة وحثّ إيطاليا على التنسيق مع الدول الأوروبية الأخرى قبل اجتماع بين الرجلين. امتدح سالفيني مباشرةً بعد الاجتماع زعيم حزب التجمع الوطني المعارض الفرنسي، مشيرًا إلى أنه «يؤيد وجهات نظر مارين لوبان».
في 21 أكتوبر 2018، اتهم سالفيني فرنسا «برمي المهاجرين» على الأراضي الإيطالية.
في 7 يناير 2019، أعلن نائبا رئيس الوزراء الإيطالي، سالفيني ولويجي دي مايو، دعمهما لحركة السترات الصفراء في فرنسا، والتي شاركت في احتجاجات واسعة النطاق ضد الحكومة الفرنسية.
في يناير 2019، اتهم دي مايو فرنسا بالتسبب في أزمة المهاجرين نتيجة «عدم التوقف عن استعمار إفريقيا» عبر الفرنك الأفريقي. ردّت فرنسا باستدعاء السفير الإيطالي. بعد ذلك دعم سالفيني دي مايو متهمًا فرنسا بأنها أحد «سارقي الثروة» من إفريقيا، وأضاف أن فرنسا «ليس لديها أي مصلحة في استقرار الوضع» في ليبيا بسبب مصالحها النفطية.
في 5 فبراير 2019، التقى دي مايو بقادة حركة السترات الصفراء الفرنسية، قائلًا إن «رياح التغيير قد عبرت جبال الألب».
في 7 فبراير 2019، استدعت فرنسا سفيرها من روما احتجاجًا على الانتقادات الإيطالية للسياسات الفرنسية، التي وصفتها بأنها «اتهامات متكررة وهجمات لا أساس لها وإعلانات فاضحة» تُعدّ «غير مسبوقة منذ نهاية الحرب».

## اقتصاديًا
تُعدّ فرنسا ثاني أكبر شريك تجاري لإيطاليا، وبشكل مماثل، تُعدّ إيطاليا أيضًا ثاني أكبر شريك تجاري لفرنسا.

## مقارنة بين البلدين
هذه مقارنة عامة ومرجعية للدولتين:
| وجه المقارنة                                              | إيطاليا                                                  | فرنسا                                                    |
| --------------------------------------------------------- | -------------------------------------------------------- | -------------------------------------------------------- |
| المساحة (كم2)                                             | 301.34 ألف                                               | 643.80 ألف                                               |
| عدد السكان (نسمة)                                         | 60.60 مليون                                              | 67.12 مليون                                              |
| الكثافة السكانية (ن./كم²)                                 | 201.1                                                    | 104.26                                                   |
| العاصمة                                                   | روما، فلورنسا، تورينو                                    | باريس                                                    |
| اللغة الرسمية                                             | اللغة الإيطالية                                          | لغة فرنسية                                               |
| العملة                                                    | يورو، ليرة إيطالية                                       | يورو، فرنك س ف ب، فرنك فرنسي، Livre tournois ‏            |
| الناتج المحلي الإجمالي (بليون دولار)                      | 1.93 تريليون                                             | 2.58 تريليون                                             |
| الناتج المحلي الإجمالي (تعادل القوة الشرائية) بليون دولار | 2.26 تريليون                                             | 2.87 تريليون                                             |
| الناتج المحلي الإجمالي الاسمي للفرد دولار أمريكي          | 29.96 ألف                                                | 36.20 ألف                                                |
| الناتج المحلي الإجمالي للفرد دولار أمريكي                 | 35.46 ألف                                                | 39.33 ألف                                                |
| مؤشر التنمية البشرية                                      | 0.873                                                    | 0.888                                                    |
| رمز المكالمات الدولي                                      | +39                                                      | +33                                                      |
| رمز الإنترنت                                              | .it                                                      | .fr، .bzh ‏، .tf، .re، .wf، .yt، .pm، .paris              |
| المنطقة الزمنية                                           | توقيت وسط أوروبا، ت ع م+01:00، ت ع م+02:00، أوروبا/روما ‏ | أوروبا/باريس ‏، توقيت وسط أوروبا، توقيت وسط أوروبا الصيفي |

## منظمات دولية مشتركة
يشترك البلدان في عضوية مجموعة من المنظمات الدولية، منها:
| علم المنظمة | اسم المنظمة                                  | تاريخ انضمام إيطاليا | تاريخ انضمام فرنسا |
| ----------- | -------------------------------------------- | -------------------- | ------------------ |
|             | European Air Transport Command ‏              | ?                    | 1 يوليو 2010       |
|             | الجماعة الأوروبية للفحم والصلب               | 1951                 | 1951               |
|             | مجموعة العشرين                               | ?                    | 26 سبتمبر 1999     |
|             | سيرن                                         | ?                    | 29 سبتمبر 1954     |
|             | منظمة التعاون الاقتصادي والتنمية             | 29 مارس 1962         | 7 أغسطس 1961       |
|             | منظمة التجارة العالمية                       | 1995                 | 1995               |
|             | المنظمة الأوروبية لسلامة الملاحة الجوية      | 1996                 | 1960               |
|             | الاتحاد الأوروبي                             | 25 مارس 1957         | 25 مارس 1957       |
|             | مجموعة الثماني                               | ?                    | 1975               |
|             | الوكالة الدولية للطاقة                       | ?                    | ?                  |
|             | حلف شمال الأطلسي                             | 4 أبريل 1949         | 4 أبريل 1949       |
|             | مجموعة الموردين النوويين                     | ?                    | ?                  |
|             | يونسكو                                       | ?                    | 4 نوفمبر 1946      |
|             | مؤسسة التمويل الدولية                        | 27 ديسمبر 1956       | 20 يوليو 1956      |
|             | المركز الدولي لتسوية المنازعات الاستشارية    | 28 أبريل 1971        | 20 سبتمبر 1967     |
|             | منظمة حظر الأسلحة الكيميائية                 | ?                    | ?                  |
|             | مؤسسة التنمية الدولية                        | 24 سبتمبر 1960       | 30 ديسمبر 1960     |
|             | مجموعة أستراليا                              | 1985                 | 1985               |
|             | منظمة الأمن والتعاون في أوروبا               | 25 يونيو 1973        | 25 يونيو 1973      |
|             | نظام تحكم تكنولوجيا القذائف                  | 1987                 | 1987               |
|             | وكالة ضمان الاستثمار متعدد الأطراف           | 29 أبريل 1988        | 28 ديسمبر 1989     |
|             | الاتحاد الدولي للاتصالات                     | 1866                 | 1866               |
|             | منظمة الشرطة الجنائية الدولية                | ?                    | ?                  |
|             | البنك الدولي للإنشاء والتعمير                | 27 مارس 1947         | 27 ديسمبر 1945     |
|             | اتحاد المدفوعات الأوروبي ‏                    | ?                    | ?                  |
|             | مجلس أوروبا                                  | 5 مايو 1949          | 5 مايو 1949        |
|             | السوق الأوروبية المشتركة                     | 1957                 | 1957               |
|             | المرصد الأوروبي الجنوبي                      | 1982                 | 1962               |
|             | الاتحاد البريدي العالمي                      | ?                    | ?                  |
|             | Organisation for Joint Armament Cooperation ‏ | ?                    | ?                  |
|             | اتفاقية السماوات المفتوحة                    | ?                    | ?                  |
|             | الفريق المعني برصد الأرض                     | ?                    | ?                  |
|             | بنك التنمية الآسيوي                          | 1966                 | 1970               |
|             | مركز تنسيق الحركة في أوروبا ‏                 | ?                    | ?                  |
|             | الأمم المتحدة                                | 14 ديسمبر 1955       | 24 أكتوبر 1945     |
|             | وكالة الفضاء الأوروبية                       | ?                    | 30 أكتوبر 1980     |
|             | المنظمة الهيدروغرافية الدولية                | ?                    | ?                  |
|             | البنك الإفريقي للتنمية                       | ?                    | ?                  |

## أعلام
هذه قائمة لبعض الشخصيات التي تربطها علاقات بالبلدين:
- أندريه جيد (23 نوفمبر 1869[38][39][40] – 19 فبراير 1951[39][40][41])
- أوليفيه جيرو (لاعب كرة قدم فرنسي، 30 سبتمبر 1986[42] – )
- إديث بياف (la môme piaf، 19 ديسمبر 1915[43][44][45] – 10 أكتوبر 1963[44][45][46])
- إميل زولا (كاتب فرنسي، 2 أبريل 1840[47][48][49] – 29 سبتمبر 1902[47][48][49])
- بول سيزان (رسام فرنسي، 19 يناير 1839[50][51][52] – 22 أكتوبر 1906[50][51][52])
- جوزيف لوي لاغرانج (25 يناير 1736[53][54][55] – 10 أبريل 1813[53][54][55])
- دافيد غيتا (7 نوفمبر 1967[56] – )
- فرانسوا الأول ملك فرنسا (سياسي فرنسي، 12 سبتمبر 1494[57] – 31 مارس 1547[57])
- فرنسيس الأسيزي (1182 – 3 أكتوبر 1226)
- لويس الثالث عشر ملك فرنسا (27 سبتمبر 1601[58][59][60] – 14 مايو 1643[61][62][63])
- لويس الثاني عشر (27 يونيو 1462[64] – 1515[64])
- لويس الخامس عشر ملك فرنسا (15 فبراير 1710[65][66][67] – 10 مايو 1774[65][66][67])
- ميشيل بلاتيني (لاعب كرة قدم سابق، 21 يونيو 1955[68][69][70] – )
- نابليون الثالث (سياسي فرنسي، 20 أبريل 1808[71][72][73] – 9 يناير 1873[71][72][73])
- نابليون بونابرت (قائد عسكري وحاكم فرنسا وملك إيطاليا وإمبراطور الفرنسيين، 15 أغسطس 1769[74][75][76] – 5 مايو 1821[74][75][77])

## وصلات خارجية
- موقع وزارة الخارجية الإيطالية
- موقع وزارة الخارجية الفرنسية